# Place du Canada (Paris)
Ne doit pas être confondu avec rue du Canada.
Pour les articles homonymes, voir Place du Canada.
La place du Canada est une place de Paris située dans le 8e arrondissement

## Situation et accès
Il s'agit à plus proprement parler d'un carrefour routier situé près de la Seine au débouché du pont des Invalides, à l'intersection de l'esplanade d'Arménie, du cours la Reine, du cours Albert-Ier, de l'avenue Franklin-D.-Roosevelt et de la rue François-Ier. La place est en effet uniquement composée par des voies de circulations avec pas moins de 7 voies dans le sens sud-nord.
Le quartier est desservi par les lignes de métro 1 et 13 à la station Champs-Élysées - Clemenceau.

## Origine du nom

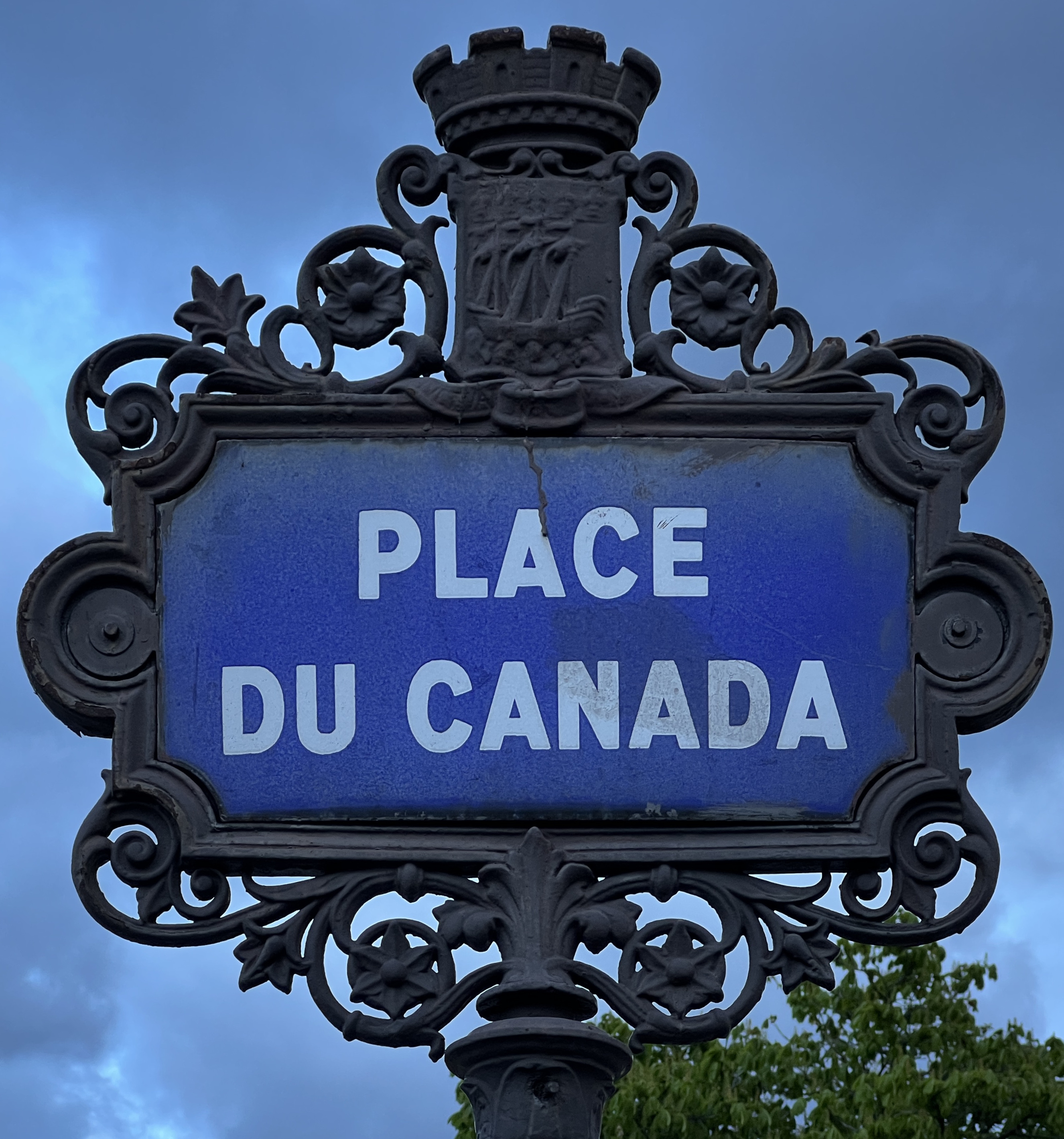
Plaque de la place.

Cette place doit son nom au pays d'Amérique du Nord, le Canada.

## Historique
Le Concert des Champs-Élysées, établissement créé en 1835 par Musard (1792-1859) à l'angle de la rue Boissy-d'Anglas et de l'avenue des Champs-Élysées, fut transféré par son fils en 1859 à l'angle de l'avenue d'Antin (actuelle avenue Franklin-D.-Roosevelt) et du cours la Reine. Il fut ensuite dirigé par Besselièvre sous le nom de « concert Besselièvre » ; ses soirées du vendredi étaient très courues. En 1881, il devint une sorte de parc d'attraction avec des jeux et des montagnes russes nautiques qui fut très populaire sous le nom de « Jardin de Paris ». Les préparatifs de l'Exposition universelle de 1900 le firent déménager en 1896.
L'angle opposé de l'avenue d'Antin était occupé depuis longtemps par un restaurant. Au XVIIIe siècle, à la fin du règne de Louis XV, alors que l'allée d'Antin était encore un repaire de brigands, on trouvait déjà à cet emplacement une misérable taverne de méchante réputation, bâtie sur un terrain qui appartenait à madame du Barry. En 1826, sous la Restauration, elle avait cédé la place au bal d'Isis, lieu fréquenté par des homosexuels, lui-même remplacé sous le Second Empire par le restaurant du Petit Moulin-Rouge, où l'on allait dîner au sortir du bal Mabille, situé dans l'actuelle avenue Montaigne. Le propriétaire de cet établissement, M. Bardoux, embaucha en 1865 comme saucier le jeune Auguste Escoffier, qui ne quitta définitivement les lieux que pour prendre la responsabilité des cuisines du Grand Hôtel de Monte-Carlo sous la direction de César Ritz.

## Bâtiments remarquables et lieux de mémoire
- Du côté du Palais de la découverte, la place accueille les bustes de Jacques Cartier et Samuel Champlain, respectivement découvreur du Canada et fondateur de Québec.
- En 1910, on y a érigé un monument à la mémoire d'Alfred de Musset, Le Rêve du poète, dû au sculpteur Alphonse de Moncel.
- En contrebas de la place, derrière ce monument, le jardin de la Vallée suisse (aujourd'hui dénommé « jardin de la Nouvelle-France ») est un souvenir du pavillon helvétique de l'Exposition universelle de 1900. Ce fut aux abords de ce jardin que, le 1er juin 1905, Alain-Fournier suivit, au sortir du Petit Palais, la blonde Yvonne de Quiévrecourt, modèle d'Yvonne de Galais dans son célèbre roman Le Grand Meaulnes.

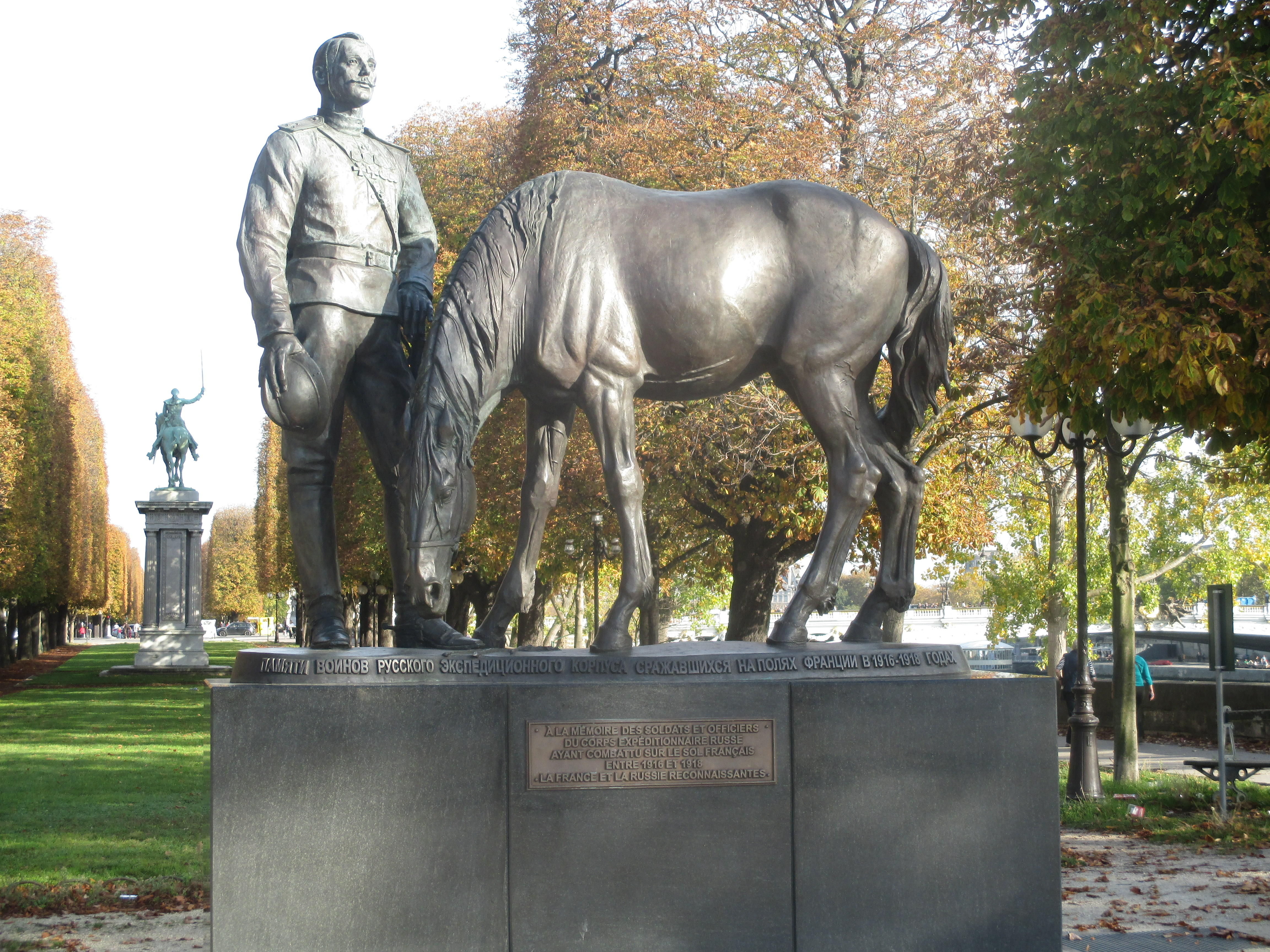
Vladimir Sourovtsev, Monument du Corps expéditionnaire russe (2011).

- Une usine de production d'eau glacée Climespace est installée sous la place du Canada.
- En face, sur l'esplanade d'Arménie, est érigée une statue du père Komitas est inaugurée en avril 2003.
- Lors de sa visite officielle à Paris les 10 et 11 juin 2010, le Premier ministre russe, Vladimir Poutine et son homologue français, François Fillon, ont projeté d'ériger le Monument du Corps expéditionnaire russe envoyé en France de 1916 à 1918[3], place du Canada. Ce monument, un cheval et un cavalier à pied en bronze, œuvre de Vladimir Sourovtsev, est dédié à la mémoire du corps expéditionnaire russe en France. Il a été inauguré le 21 juin 2011 par les deux Premiers ministres.

## Sources
- Jacques Hillairet, Dictionnaire historique des rues de Paris, p. 555.
- « Avenue Franklin-Roosevelt » sur le site « Mon village : le faubourg du Roule et ses environs », www.apophtegme.com (consulté le 27 décembre 2008).